# Vignole
Le Vignole är en ö i Venediglagunen. Den ligger öster om Venedig, mellan denna och Sant'Erasmo. Den var liksom Sant'Erasmo en del av den jordbruksmark, som producerade livsmedel till Republiken Venedig. Den östra delen är en militär zon.